# Metasia exculta
Metasia exculta là một loài bướm đêm trong họ Crambidae.